# Duplex-Lenkung

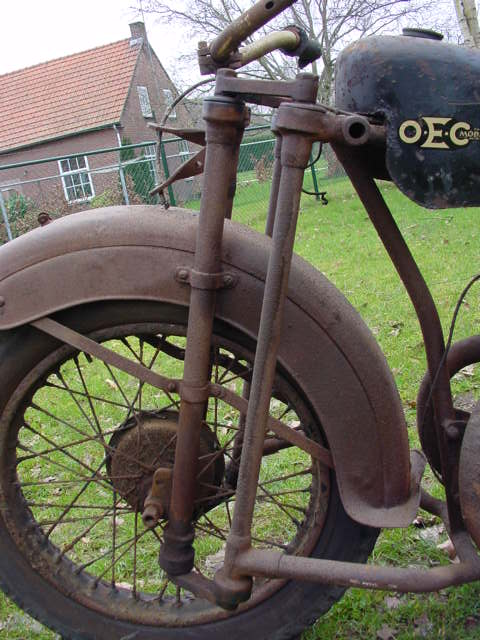
Duplex-Lenkung

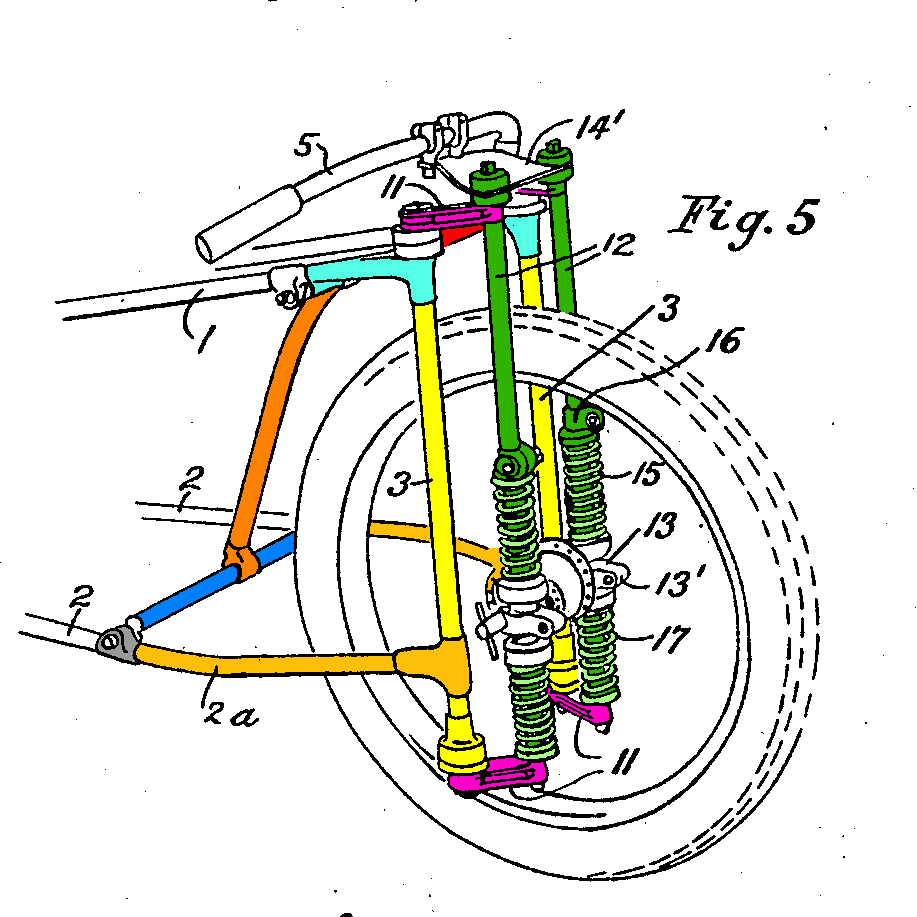

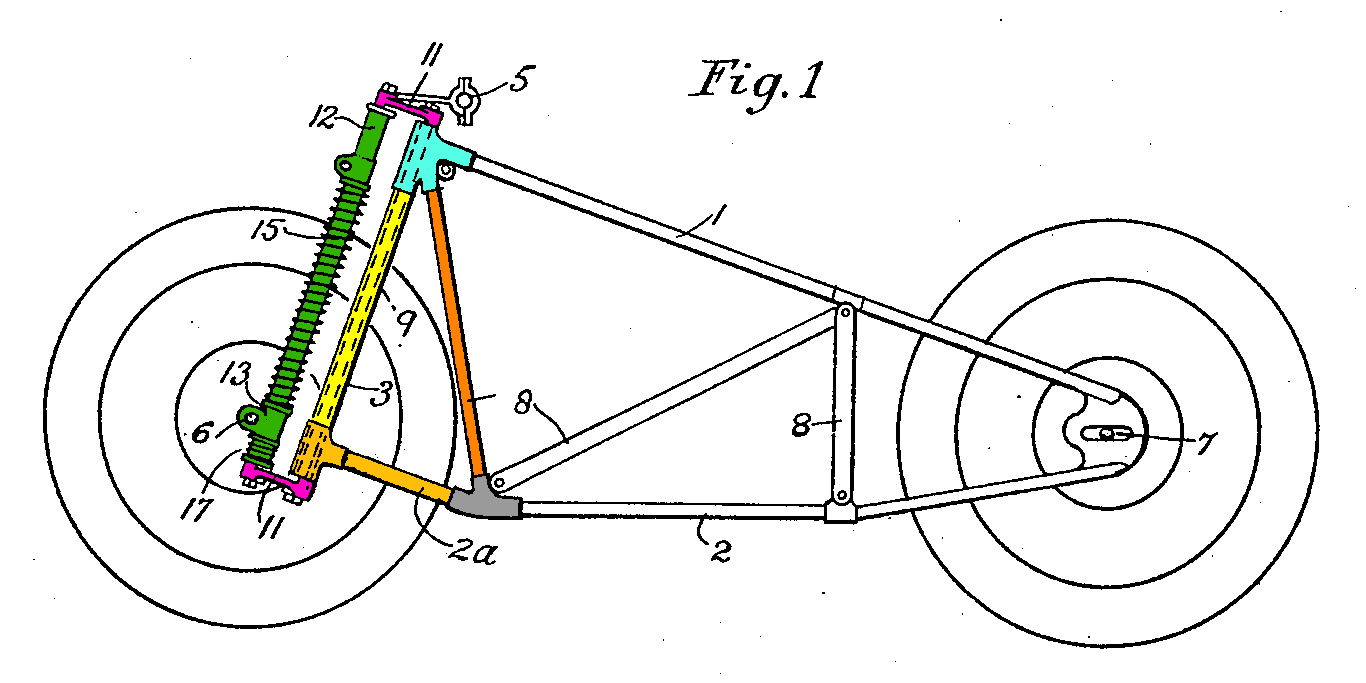

Die Duplex-Lenkung war eine besondere Bauart der Vorderradführung bei Motorrädern. Die Duplex-Lenkung mit zwei Lenkköpfen wurde 1927 von der Osborn Engineering Company (OEC) in Gosport patentiert und in deren Serienmotorräder eingebaut. Das Vorderrad ist mit einem Doppelrohrsystem verbunden, das sich über Gelenke am Motorradrahmen abstützt; damit sind Lenk- sowie Federungsfunktion, ähnlich der Achsschenkellenkung, voneinander getrennt. Die Duplex-Lenkung, die zwar eine außergewöhnliche Stabilität, jedoch nur einen geringen Lenkeinschlag ermöglichte, wurde bis Ende der 1930er Jahre bei den OEC-Modellen verwendet.
Joseph S. Wright stellte am 6. November 1930 in Cork (Irland) den absoluten Geschwindigkeitsrekord für Motorräder mit 242,590 km/h auf. Als Rekordmaschine wurde die JAP-OEC mit Duplex-Lenkung auf der Londoner Olympia-Ausstellung präsentiert und in die Rekordliste eingetragen. Später stellte sich heraus, dass Wright zwei Motorräder zur Rekordfahrt nach Irland mitbrachte: Eine OEC und eine Zenith, beide mit baugleichem, 996 cm³ Hubraum großem V-2-Motor mit Kompressor von JAP. Die OEC (mit Duplex-Lenkung) blieb jedoch beim Rekordversuch mit Motorschaden nach der ersten Fahrt auf der Strecke liegen, sodass Wright mit der Zenith (mit Trapezgabel) die Fahrt in beide Richtungen fuhr und den Rekord erzielte. Spekuliert wird darüber, ob der Motorenlieferant JAP den Rekord einem Hersteller zusprach, dessen Produktion damals nicht eingestellt war.